# La Villa de Don Fadrique
La Villa de Don Fadrique é um município da Espanha na província de Toledo, comunidade autónoma de Castilla-La Mancha, de área 83 km² com população de 4177 habitantes (2006) e densidade populacional de 49,91 hab/km².

## Demografia
| Variação demográfica do município entre 1991 e 2004 [carece de fontes?] | Variação demográfica do município entre 1991 e 2004 [carece de fontes?] | Variação demográfica do município entre 1991 e 2004 [carece de fontes?] | Variação demográfica do município entre 1991 e 2004 [carece de fontes?] |
| ----------------------------------------------------------------------- | ----------------------------------------------------------------------- | ----------------------------------------------------------------------- | ----------------------------------------------------------------------- |
| 1991                                                                    | 1996                                                                    | 2001                                                                    | 2004                                                                    |
| 4206                                                                    | 4155                                                                    | 4065                                                                    | 4155                                                                    |